# Batalha de São Jorge (1320)
A Batalha de São Jorge ocorreu em 9 de setembro de 1320, entre o Principado da Acaia e o Império Bizantino, representado pelo governador do Despotado da Moreia, em frente à fortaleza de São Jorge em Skorta, na Arcádia. Os bizantinos, vitoriosos, recuperam o controle da Arcádia.

## Contexto
A partir de 1315, o principado latino da Acaia, que domina o Peloponeso, entra num período de instabilidade à medida que vários personagens entram em conflito pelo título principesco. Uma invasão catalã interveio para apoiar os direitos de Isabelle de Sabran, mas foi repelida na Batalha de Manolada em 1316. Pouco depois, o príncipe Luís da Borgonha morreu e o seu título foi disputado entre a sua esposa, Mathilde de Hainaut, os angevinos de Nápoles, suseranos do principado, que querem forçá-la a se casar com João de Durazzo e Eudes IV da Borgonha, irmão de Luís. Em 1318, o oficial de justiça angevino Frédéric Trogisio foi enviado como governador, mas estas disputas só desapareceram em 1322, quando os direitos de Eudes foram comprados pelos angevinos e Mathilde foi mantida em prisão domiciliária em Nápoles. Ao mesmo tempo, o Despotado Bizantino da Moreia era firmemente liderado por Andrônico Asen, sobrinho do imperador Andrônico II Paleólogo. Líder capaz, ele se comprometeu a prosseguir a guerra contra os latinos da Moreia.

## Campanha de 1320 e batalha
A acreditar nas versões francesa e aragonesa da crônica de Morea, Asen lançou uma campanha na Arcádia em 1320 e sitiou o castelo de São Jorge de Skorta. Construída na década de 1290 pelos latinos, participa do controle das passagens do maciço de Skorta. Tomada pelos bizantinos em 1294, foi assumida pelos latinos algum tempo depois.
Do lado oposto, o oficial de justiça Trogisio reúne um exército para apoiar os sitiados. Entre os vassalos solicitados estão o Bispo de Olena, Tiago de Chipre, o Grão-Condestável Bartolomeu II Ghisi, bem como os Comendadores da Ordem dos Cavaleiros de São João bem como os Cavaleiros Teutónicos da Acaia.
Ao saber da chegada de reforços, Asen aumentou a pressão contra o castelo e, em 9 de setembro, Nicoloucho de Patras, chefe da guarnição, rendeu-se. No entanto, Asen deixa voar as bandeiras do principado da Acaia, para enganar o inimigo. Quando o exército latino chega, pensam que os bizantinos recuaram e estão menos vigilantes. É neste momento que Asen lança seu exército para atacar os latinos, que são facilmente derrotados. As perdas são inúmeras, inclusive do comandante dos Cavaleiros Teutônicos, que morreu no campo de batalha. Outros, como Bartolomeo II ou o bispo de Olena, são capturados. Se este último for rapidamente libertado, os outros são levados como cativos para Constantinopla.
Durante a mesma campanha, os bizantinos conseguem apoderar-se dos castelos de Karýtena, Akova e Poliphengos, antes ou depois do cerco do de São Jorge.

## Consequências
A campanha de Asen, em 1320, assegura o controle da Arcádia para os bizantinos, enquanto o principado da Acaia é reduzido aos litorais norte e oeste do Peloponeso, incluindo as atuais prefeituras de Messênia, Acaia, Coríntia, Argólida e Elis. Os latinos também perderam toda a rede de fortalezas que lhes permitia resistir durante vários anos, enquanto uma parte notável dos colonos, que para alguns já se tinham misturado com a população local, abandonou o catolicismo para abraçar a fé ortodoxa.
Esta derrota confirma a incapacidade dos angevinos em assegurar o seu papel de protetores e os senhores da região acabam por enviar o franciscano Pierre Gradenigo ao doge de Veneza, para lhe propor tornar-se suserano do principado, bem como do senhorio de Negrepont. No entanto, as negociações falharam e, em 1321, um novo oficial de justiça angevino, Ligorio Guindazzo, veio para a Grécia, onde permaneceu apenas um ano. Entretanto, João de Gravina preparava uma expedição à Moreia, mas só conseguiu chegar lá em janeiro de 1325, com 25 galeras, 400 cavalaria e 1 000 infantaria. Ele leva Cefalônia e restaura o controle angevino da Acaia. Por outro lado, falha na frente de Karýtena, enquanto os bizantinos lançam ataques à sua retaguarda. Quando o inverno chegou, ele teve que parar seus ataques e retornou à Itália na primavera de 1326. Foi o duque de Naxos, Nicolau I Sanudo, quem assumiu e conseguiu vencer os bizantinos, não sem dificuldade, mas no entanto, conseguiu. não recuperar a iniciativa e desafiar a presença bizantina na região.